# Орловка (Михайловский район)
Орловка  — деревня Горностаевского сельского поселения Михайловского района Рязанской области России. На 2021 год в Орловке улиц и переулков не числится.

## География
Деревня расположена в 101 км (по шоссе) на юго-запад от Рязани на границе с Тульской областью.
Деревня находится на берегу реки Проня, на другом берегу — д. Фустово и д. Плоское.
Высота центра селения над уровнем моря — 202 м.
Климат характеризуется как умеренно континентальный, с ярко выраженными сезонами года. Средняя температура воздуха летнего периода — 16 — 20 °C (абсолютный максимум — 38 °С); зимнего периода — −5 — −12 °C (абсолютный минимум — −46 °С). Снежный покров держится в среднем 130—145 дней в году. Среднегодовое количество осадков — 650—730 мм.
Деревня Орловка, как и вся Рязанская область, находится в часовой зоне МСК (московское время). Смещение применяемого времени относительно UTC составляет +3:00.

## Население
| 2010 |
| ---- |
| 0    |